# Vuelta a Colombia 2010
La 60.ª edición de la Vuelta a Colombia de ciclismo, oficialmente Vuelta a Colombia 60 años "Gobernación de Antioquia" comenzó el 1º de agosto de 2010 en Medellín y finalizó el 15 de agosto en la misma ciudad. 
Perteneció al UCI America Tour 2010 de los Circuitos Continentales UCI, sin embargo no llegó a puntuar para dicha clasificación por motivos desconocidos que no se han llegado a publicar, aunque seguramente por no cumplir la normativa de no haber cinco equipos extranjeros (todos fueron colombianos).
El recorrido de la Vuelta a Colombia se dio a conocer el 30 de mayo de 2010 por la Federación Colombiana de Ciclismo, y consistió en 14 fracciones, dos de ellas contrarreloj, una individual (etapa final) y una por equipos (primera etapa).

## Equipos participantes
| Equipo                                                  | Cód. UCI | Categoría   |
| ------------------------------------------------------- | -------- | ----------- |
| Boyacá Orgullo de América                               |          | Aficionado  |
| Colombia es Pasión - Café de Colombia - 472             | CEP      | Continental |
| EBSA                                                    |          | Aficionado  |
| Formesan - Panachi - Indersantander                     |          | Aficionado  |
| Fuerzas Armadas - Ejército Nacional                     |          | Aficionado  |
| GW Shimano - CHEC - EDEQ - Envía                        |          | Aficionado  |
| IMRD Cota - Flejes Bomelo                               |          | Aficionado  |
| Indeportes Antioquia - FLA - IDEA - Lotería de Medellín |          | Aficionado  |
| Lotería de Boyacá                                       |          | Aficionado  |
| Néctar de Cundinamarca - Coldeportes - Pinturas Bler    |          | Aficionado  |
| Súper Giros                                             |          | Aficionado  |
| UNE - EPM                                               | EPM      | Continental |

## Etapas
| Etapa      | Fecha        | Recorrido                                     | Distancia (km) | Ganador                    | Líder         |          |
| ---------- | ------------ | --------------------------------------------- | -------------- | -------------------------- | ------------- | -------- |
| 1.ª etapa  | 1 de agosto  | La Ceja - Rionegro                            | 20 (CRE)       | Indeportes Antioquia       | Sergio Henao  |          |
| 2.ª etapa  | 2 de agosto  | Rionegro - Puerto Boyacá                      | 168            | Jaime Castañeda            | Óscar Sevilla |          |
| 3.ª etapa  | 3 de agosto  | Puerto Boyacá - Barrancabermeja               | 191            | Jairo Pérez                | Jairo Pérez   |          |
| 4.ª etapa  | 4 de agosto  | Barrancabermeja - Bucaramanga                 | 117            | Sergio Henao               | Óscar Sevilla |          |
| 5.ª etapa  | 5 de agosto  | Bucaramanga - San Gil - Socorro               | 117            | Fabio Duarte               | Óscar Sevilla |          |
| 6.ª etapa  | 6 de agosto  | Socorro - Tunja                               | 165            | Luis Felipe Laverde        | Óscar Sevilla |          |
| 7.ª etapa  | 7 de agosto  | Puente de Boyacá - Pantano de Vargas          | 147            | Freddy González            | Óscar Sevilla |          |
| 8.ª etapa  | 8 de agosto  | Duitama - Briceño - La Calera - Bogotá        | 207            | Diego Calderón             | Óscar Sevilla |          |
| 9.ª etapa  | 9 de agosto  | Bogotá - La Vega - Honda - Mariquita - Líbano | 229            | José Rujano                | Sergio Henao  |          |
| 10.ª etapa | 10 de agosto | Armero - Guayabal - La Tebaida                | 206            | Sergio Henao               | Sergio Henao  |          |
|            | 11 de agosto | Descanso                                      | Descanso       | Descanso                   | Descanso      | Descanso |
| 11.ª etapa | 12 de agosto | Yumbo - Pereira                               | 204            | Jaime Vergara              | Sergio Henao  |          |
| 12.ª etapa | 13 de agosto | Pereira - Manizales                           | 117            | Fabio Duarte               | Sergio Henao  |          |
| 13.ª etapa | 14 de agosto | Manizales - Medellín - Alto de Las Palmas     | 206            | Javier González            | Sergio Henao  |          |
| 14.ª       | 15 de agosto | Medellín                                      | 34 (CRI)       | Óscar Sevilla Marlon Pérez | Sergio Henao  |          |

## Clasificaciones finales
Las clasificaciones finalizaron de la siguiente forma:

### Clasificación general
Un total de 92 ciclistas terminaron la prueba. Los diez primeros en la clasificación general final descontando los resultados al ciclista Óscar Sevilla en cumplimiento de una sanción por dopaje son:
| Clasificación general |                    |                                             |                  |
| Ciclista              | Ciclista           | Equipo                                      | Tiempo           |
| --------------------- | ------------------ | ------------------------------------------- | ---------------- |
| 1.º                   | Sergio Luis Henao  | Indeportes Antioquia                        | 53 h 48 min 21 s |
| NUL                   | Óscar Sevilla      | Indeportes Antioquia                        | + 1 min 49 s     |
| 2.º                   | José Rujano        | Lotería de Boyacá                           | + 3 min 02 s     |
| 3.º                   | Francisco Colorado | Lotería de Boyacá                           | + 4 min 52 s     |
| 4.º                   | Juan Pablo Suárez  | UNE - EPM                                   | + 5 min 17 s     |
| 5.º                   | Darwin Atapuma     | Colombia es Pasión - Café de Colombia - 472 | + 4 min 22 s     |
| 6.º                   | Freddy Montaña     | Boyacá Orgullo de América                   | + 7 min 45 s     |
| 7.º                   | Álex Cano          | Colombia es Pasión - Café de Colombia - 472 | + 10 min 39 s    |
| 8.º                   | Javier González    | UNE - EPM                                   | + 12 min 18 s    |
| 9.º                   | Diego Calderón     | Néctar de Cundinamarca                      | + 14 min 51 s    |
| 10.º                  | Iván Parra         | GW Shimano - CHEC - EDEQ - Envía            | + 15 min 01 s    |

NUL: Resultado anulado

### Clasificación de la montaña
| Clasificación de la montaña |                   |                                                         |        |
| Ciclista                    | Ciclista          | Equipo                                                  | Puntos |
| --------------------------- | ----------------- | ------------------------------------------------------- | ------ |
| 1.º                         | José Rujano       | Lotería de Boyacá                                       | 73     |
| 2.º                         | Sergio Luis Henao | Indeportes Antioquia - FLA - IDEA - Lotería de Medellín | 70     |
| 3.º                         | Óscar Soliz       | EBSA                                                    | 68     |

### Clasificación de las metas volantes
| Clasificación de las metas volantes |                       |             |        |
| Ciclista                            | Ciclista              | Equipo      | Puntos |
| ----------------------------------- | --------------------- | ----------- | ------ |
| 1.º                                 | Juan Alejandro García | GW Shimano  | 34     |
| 2.º                                 | Carlos Alzáte         | Super Giros | 25     |
| 3.º                                 | Camilo Gómez          | GW Shimano  | 22     |

### Clasificación de la regularidad
| Clasificación de la regularidad |                   |                                                         |        |
| Ciclista                        | Ciclista          | Equipo                                                  | Puntos |
| ------------------------------- | ----------------- | ------------------------------------------------------- | ------ |
| 1.º                             | Sergio Luis Henao | Indeportes Antioquia - FLA - IDEA - Lotería de Medellín | 146    |
| NUL                             | Óscar Sevilla     | Indeportes Antioquia - FLA - IDEA - Lotería de Medellín | 136    |
| 2.º                             | José Rujano       | Lotería de Boyacá                                       | 83     |
| 3.º                             | Fabio Duarte      | Colombia es Pasión - Café de Colombia - 472             | 82     |

NUL: Resultado anulado

### Clasificación de los sub-23
| Clasificación de los sub-23 |                  |                                             |                   |
| Ciclista                    | Ciclista         | Equipo                                      | Puntos            |
| --------------------------- | ---------------- | ------------------------------------------- | ----------------- |
| 1.º                         | Darwin Atapuma   | Colombia es Pasión - Café de Colombia - 472 | 53 h 57 min 05 s  |
| 2.º                         | Jonathan Camargo | Lotería de Boyacá                           | + 37 min 08 s     |
| 3.º                         | José Alarcón     | Lotería de Boyacá                           | + 1 h 18 min 16 s |

### Clasificación por equipos
| Clasificación por equipos |                                                         |                   |
| Equipo                    | Equipo                                                  | Puntos            |
| ------------------------- | ------------------------------------------------------- | ----------------- |
| 1.º                       | Indeportes Antioquia - FLA - IDEA - Lotería de Medellín | 161 h 42 min 45 s |
| 2.º                       | EPM-UNE                                                 | + 56 s            |
| 3.º                       | Colombia es Pasión - Café de Colombia - 472             | + 2 min 39 s      |